# جدعين
جدعين قرية سورية تتبع ناحية كفر تخاريم في منطقة حارم في محافظة إدلب. بلغ عدد سكانها 277 نسمة في عام 2004 حسب إحصاء المكتب المركزي للإحصاء.